# Hình tượng cá sấu trong văn hóa
Cá sấu được phản ánh trong nhiều nền văn minh. Ở một số nơi, cá sấu đóng vai trò lớn, chi phối nhiều mặt ở đời sống tinh thần con người, cá sấu là biểu tượng của vũ trụ, đất nước, linh hồn của những điều hắc ám, nhưng còn là những điều kỳ thú. Cá sấu còn là biểu tượng của sự phồn thịnh có thể làm cho cây cỏ xung quanh phát triển. Cá sấu gắn liền với thứ trồi lên từ lòng đất, như đầm lầy, sông suối nên được thờ cúng thiêng liêng huyền bí như sức mạnh ngầm của Trái Đất. Vì sự phong phú và những điều chưa biết này, nhiều nơi cá sấu còn đồng nghĩa nó với của cải dồi dào, dư thừa và tiềm năng.
Những câu chuyện cổ tích Trung Hoa kể lại, cá sấu là sinh vật đã sáng chế ra trống, bài hát, tạo nên âm nhạc và nhịp điệu của vũ trụ. nhờ vậy, nó được nhìn nhận như tác nhân hình thành, phát triển và bình ổn vũ trụ. Xuất phát từ bản chất hung dữ và những vụ ăn thịt người, cá sấu còn là hiện thân của thần chết và của sự chết chóc, rùng rợn. Cá sấu là biểu tượng của bóng tối và cái chết, là thần cai quản số phận những kẻ đoản mệnh được tin là những kẻ đã được thần cá sấu để mắt tới đầu tiên.

## Tổng quan
Cá sấu là thuật ngữ chỉ về các loài nào thuộc về họ Crocodylidae (đôi khi được phân loại như là phân họ Crocodylinae). Thuật ngữ này cũng được sử dụng một cách lỏng lẻo hơn để chỉ tất cả các thành viên của bộ Crocodilia (bộ Cá sấu): bao gồm cá sấu đích thực (họ Crocodylidae), cá sấu mõm ngắn ¹ (chi Alligator, họ Alligatoridae) và cá sấu Caiman (các chi Caiman, Melanosuchus ², Paleosuchus ², cùng họ Alligatoridae) và cá sấu sông Hằng (họ Gavialidae).
Cá sấu là các loài bò sát lớn ưa thích môi trường nước, Cá sấu có xu hướng sinh sống ở những vùng sông và hồ có nước chảy chậm, thức ăn của chúng khá đa dạng, chủ yếu là động vật có vú sống hay đã chết cũng như cá. Là động vật ăn thịt có máu lạnh, chúng có thể sống nhiều ngày không có thức ăn, và hiếm khi thấy chúng cần thiết tích cực đi săn mồi. Mặc dù có vẻ ngoài chậm chạp, nhưng cá sấu là những kẻ săn mồi thượng hạng trong môi trường của chúng, và người ta còn thấy một số loài cá sấu dám tấn công và giết cả sư tử, động vật móng guốc lớn và thậm chí cả cá mập.

## Ở châu Phi

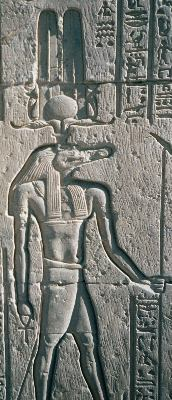
Sobek ở đền thờ Kom-Ombo

Sức mạnh cá sấu còn được ví như sức mạnh của địa ngục, quyền năng của lửa và nước. Nhiều thổ dân ở vùng châu Phi còn có điệu vũ cá sấu phổ biến trong các lễ hội gọi đất và mặt trời. Với nhiều bộ lạc ở châu Phi, trong những lễ hội gọi đất và mặt trời, không thể thiếu được vũ điệu cá sấu-dịu dàng uyển chuyển nhưng cũng không kém phần quyết liệt mạnh mẽ. Ở Ai Cập, cá sấu là kẻ ăn các linh hồn, không trừ ai. Khi rơi vào miệng nó là như rơi vào lửa và lũ. Họ cho rằng, có thần cá sấu cai quản các dòng nước và cần được thờ phụng. Vì vậy, cá sấu được xem như là vật bất khả xâm phạm, mắt nó là mặt trời đỏ ngòm, miệng là vực thẳm chết chóc và đuôi là bóng tối. Đôi khi những linh hồn vật vờ ở Ai Cập lại được ví là hình ảnh cá sấu đi lôi kéo và săn tìm người khác
Được biết đến như là động vật ăn thịt người, Cá sấu sông Nin vừa bị ghét vừa được sùng kính, đặc biệt là ở Ai Cập cổ đại khi mà các con cá sấu đã được ướp xác và tôn thờ như là thánh thần. Những người Ai Cập cổ đại tôn thờ Sobek, một vị thần liên quan đến độ màu mỡ của đất đai, bảo vệ và sức mạnh của Pharaôn (vua Ai Cập). Họ có quan hệ nước đôi với Sobek, giống như họ đối xử với cá sấu sông Nin; đôi khi họ săn bắt cá sấu sông Nin và chửi rủa Sobek, nhưng đôi khi họ lại coi ông như là người bảo vệ và là nguồn sức mạnh của Pharaôn. Sobek được mô tả như một con cá sấu, cũng như là một con cá sấu đã ướp xác, hoặc như là một người với đầu là đầu cá sấu. Trung tâm thờ cúng ông là thành phố Arsinoe của Ai Cập cổ đại (khoảng từ năm 1986 TCN đến năm 1633 TCN) ở ốc đảo Faiyum (hiện nay là El Faiyûm), được người Hy Lạp cổ đại biết đến như là "Crocodopolis". Một đền thờ lớn của Sobek khác ở Kom-Ombo và các đền thờ khác nằm rải rác khắp nước này.
Theo Herodotus (thế kỷ V TCN), một số người Ai Cập cổ đại giam hãm cá sấu như là con vật nuôi. Trong đền thờ Sobek ở Arsinoe, cá sấu được nuôi giữ trong ao của đền thờ, chúng được cho ăn, được trang sức và thờ cúng. Khi các con cá sấu chết, chúng được tẩm chất thơm và ướp xác cũng như đặt vào trong quan tài đá, và sau đó được hỏa thiêu trong hầm mộ thánh thần. Rất nhiều xác ướp cá sấu đã được tìm thấy trong các hầm mộ Ai Cập, thậm chí còn tìm thấy cả trứng cá sấu. Bùa chú được sử dụng ở Ai Cập cổ đại bằng các xác ướp cá sấu thậm chí cả những ngư dân Nubia cận đại cũng nhồi xác các con cá sấu và đặt ở cửa ra vào để phòng ma quỷ. Cá sấu đôi khi cũng được gắn liền với Sutekh (tên khác: Set, Setesh), vị thần của ma quỷ.

## Ở châu Á

### Ấn Độ
Ở Ấn Độ có con Makara (Ma Yết) là một con quái vật biển trong các tranh tượng Hindu giáo, phát sinh từ loại cá heo sông Hằng, nhưng hình tướng phổ biến có nhiều đặc điểm giống con cá sấu. Nó thường được miêu tả có hình dáng nửa động vật trên cạn với phần trước là đầu voi, cá sấu, bò đực hoặc hươu/nai và phần thân mềm dẻo của động vật dưới nước với đuôi cá, hải cẩu và trong một vài trường hợp nó có chiếc đuôi cách điệu hoa mỹ giống đuôi công. Nó là sinh vật đa hợp nhân cách hóa từ bản chất hung ác, dữ tợn của cá sấu, mõm cá heo hoặc cá sấu, là cái cửa giải thoát hay cửa tử vong. Hai đặc điểm chính của Makara là linh vật kết hợp cá sấu và vòi voi thì cá sấu và voi là biểu tượng vật đỡ thế giới, ngoài ra cá sấu, voi là biểu tượng của mưa và yếu tố nước, có phần tương đồng chung giữa hai con vật này trong một phức thể Makara. 

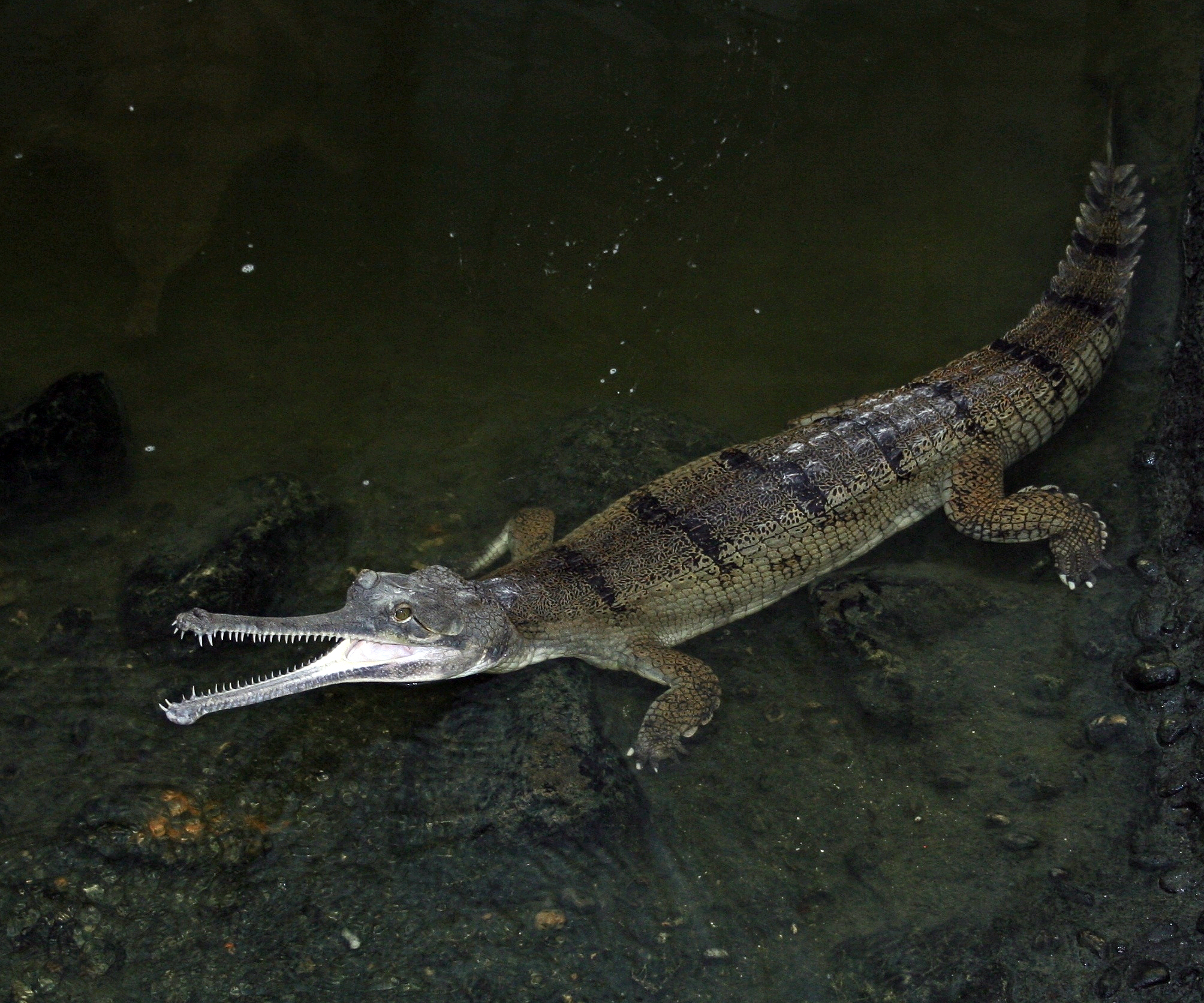
Một con cá sấu Ấn Độ

Trong chiến sự của Ấn Độ cổ thường dùng đầu cá sấu hoặc da đầu cá sấu để làm mũ đội, hoặc làm lá cờ cắm trên cán cờ, có tác dụng đe dọa và uy hiếp kẻ địch. Trong những trận chiến cổ xưa, cờ nghi thức thường sử dụng da cá sấu, cọp, sói, bò đực, Virudhaka, vị hộ pháp xanh của phương Nam, đội mũ giáp sắt là cá sấu hay Makara. Makara còn được thể hiện với hình ảnh con cá sấu bám chặt trên các pháp khí kim cang thừa Tây Tạng. Từ Hindi để chỉ cá sấu là "makar, makara" một vài nhận dạng truyền thống cho thấy nó giống với cá sấu, đặc biệt là cá sấu Ấn Độ Gharial do chiếc mõm lớn và dài, nó được miêu tả là con vật kết hợp: phần trước của voi, và phần sau là đuôi cá.

### Đông Nam Á

#### Thái Lan
Ở Bắc Thái Lan, Makara được mô tả như một loại sinh vật giống cá sấu được nhận biết bởi cái hàm mở rộng lởm chởm những răng nhọn. Vào thời kỳ Lan Na, Makara được kết hợp với Naga. Cái thân dài và giống rắn, với chân cá sấu nhỏ mọc ra ở trước và sau, trong khi cái đuôi xoắn cuộn giống rắn hay dạng đao mác đầu ngọn lửa. Motif Makara-Naga cũng được thấy phổ biến trong kiến trúc chùa tháp Khmer và Lào, Makara là linh thú kết hợp hai con vật: một loài dưới nước và một loài trên cạn. Để cầu mưa, cầu trời không giông bão, người Đông Nam Á đều tìm tới cá sấu. Người Thái Lan coi cá sấu là vị chúa tể của nước, chi phối mùa vụ và an ninh xã hội.

#### Campuchia
Người Campuchia coi cá sấu là biểu tượng của ánh sáng dịu dàng, lóng lánh và những tia chớp báo hiệu cơn mưa khi dịu dàng, lúc dữ dội.
Tục thờ cá sấu được xem là tín ngưỡng cổ xưa của người Khmer. Cá sấu được xem như một ác thần cai quản một phần sông nước. Đầu Sấu trong tiếng Khmer là Khal Krapư (ក្បាលក្រពើ). Trong truyền thuyết Núi Thuyền (ភ្នំសំពៅ Phnom Sampov, Phnom Sampâu - tỉnh Battambang) của người Khmer, ngọn đồi nổi lên ngay chỗ con sấu chết gọi là Đồi Sấu (Phnom Krapư ភ្ក្រពើ), hai cái đầm chỗ sấu quậy đầu và đuôi gọi là Bưng Mũi (Bâng Chromoc) và Bưng Đuôi (Bâng Kantuôi). Hai cái lồng gà và lồng vịt trôi cách đó xa xa hoá thành hai gò đất lớn, một gò gọi là Đồi lồng gà (Phnom Trung mon, Phnom Troung Moan ភ្នំទ្រុងមាន់), một gò gọi là Đồi lồng vịt (Phnom Trung tia).
Người Khmer ở đồng bằng sông Cửu Long thường có tục vẽ hay khắc hình đầu cá sấu trên thành chiếc xe bò của mình. Điều này có ý nghĩa nhắc lại sự tích trên và cầu mong việc đi lại làm ăn của mình được nhiều may mắn, người Khmer cũng có câu chuyện Cá sấu và người đánh xe ngợi ca về công lý, truyện Cá sấu và người đánh xe được người Khmer Sóc Trăng kể lại là truyện Con sấu bội ơn, truyện Con sấu bội ơn có thêm phần kết thúc giải thích biểu tượng con thỏ được thêu trên áo gối trong ngày cưới của cô dâu chú rể tượng trưng cho sự may mắn mang đậm chất Khmer Nam bộ.

### Việt Nam
Việt Nam vốn là nước nông nghiệp và cuộc sống của người dân gắn liền với vùng sông nước nên từ xa xưa họ đã tôn sùng cá sấu là loài vật đại diện cho sự trù phú và sức mạnh như một linh vật. Tại Việt Nam, cá sấu xuất hiện từ thời Văn lang-Âu lạc. Cá sấu còn có các tên khác là giao long, thuồng luồng, khủ, ông cù,… Họ đã thần thánh hóa loài cá sấu thành "Giao Long" mà người Trung Hoa gọi tên sau này, đồng thời cũng tô điểm cho hình hài cá sấu nhiều chi tiết tưởng tượng phong phú và ý nghĩa hơn. Rồng ở Việt Nam được hình dung qua con vật thân dài có vẩy như cá sấu được chạm trên các đồ đồng. Ở Việt Nam hình con cá sấu mang dáng dấp con rồng đã là môtíp trang trí khá phổ biến trên các đồ đồng Đông Sơn. Cá sấu - rồng là chúa tể vùng sông nước với cái tên Long Quân, Long Vương của người Việt, Bua Khú (vua Sấu) ở người Mường. Trong các truyện dân gian của Việt Nam, cá sấu thường được ví là những kẻ tham lam độc ác. Người Việt có câu "nước mắt cá sấu" để chỉ kẻ vô lương giỏi giả bộ, tựa như con cá sấu mỗi khi ăn thịt con vật khác lại túa nước mắt rơi lã chã... Trong thế kỷ thứ XIII có bài Văn tế cá sấu của Nguyễn Thuyên dưới thời Trần Nhân Tông:
Há chẳng nhớ rằng nước Việt xưa/Dân quen chài lưới chẳng tay vừa/Đời Hùng vẽ mình vua từng dạy/Xuống nước giao long cũng phải chừa

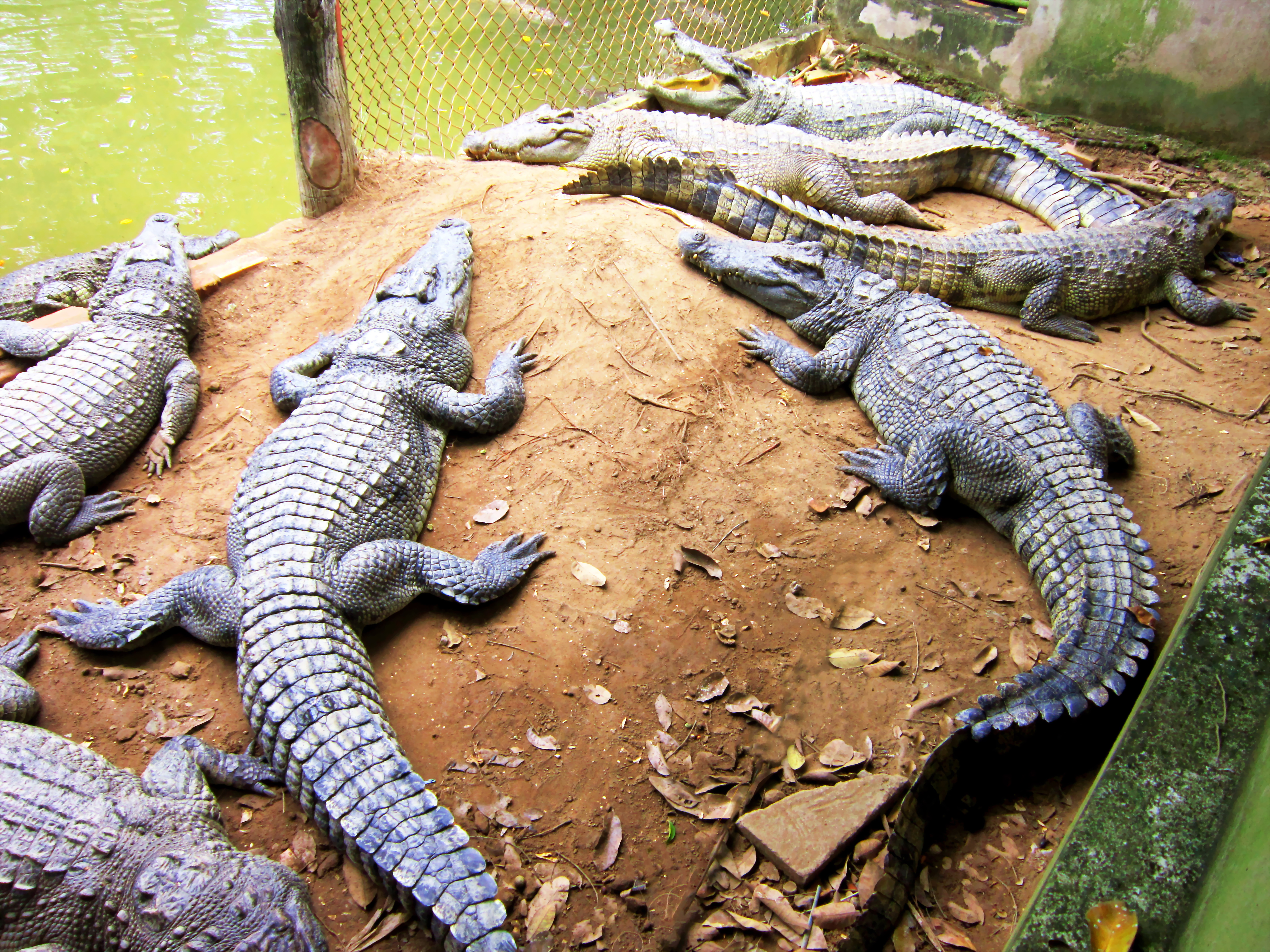
Cá sấu ở Cần Thơ

Người Việt ở miền Tây Nam Bộ về sau cũng theo tín ngưỡng thờ cá sấu và họ cá sấu như một biến thể của thần sông. người Việt xưa rất sợ cá sấu nên thường thờ đầu cá sấu bên sông. Tại Cần Thơ hiện nay vẫn còn một ngôi chùa cổ kính mang tên là chùa Ông Vàm Đầu Sấu. Từ sông Cái Lớn vào đến ngã Ba Tàu có ngôi miếu thờ thần Cá Sấu. Người dân tròng vùng rất tôn kính và phong làm thần Sông. Tương truyền vị thần ấy là một con sấu Mun cụt đuôi to cỡ chiếc tàu hay nổi lên tại đây. Con sấu khổng lồ này có cái đuôi dài hơn những con sấu khác, được gọi là "Ô ngạc ngư". Toàn thân màu đen mốc, sống lưng nổi gai từng khúc, miệng đầy răng lởm chởm. Sấu hay thích đùa giỡn với con mồi trước khi ăn thịt, nó là nỗi kinh hoàng của người dân đi ngang qua khu vực ngã ba sông này.
Công cuộc chinh phục vùng đất mới, người Nam Bộ phải đối đầu với loài sấu dữ, được phản ánh trong ca dao đối với cá sấu trong tâm thức dân gian của cư dân Tây Nam Bộ. Từ buổi đầu khai phá vùng đất Nam Bộ, những cư dân nơi đây đối mặt với nhiều loài thú dữ, đánh cọp, đuổi sấu là những hoạt động diễn ra thường xuyên nơi đây. Cư dân miền sông nước này giết cá sấu để trừ mối họa, đồng thời cũng khai thác nguồn lợi (da cá sấu, thịt cá sấu). Sự đối đầu đó đã để lại dấu ấn rõ nét trong tín ngưỡng, truyền thuyết, ca dao, tục ngữ, địa danh… Không phong phú như truyện kể về cọp, nhưng các truyền thuyết, truyện tích về sấu cũng giúp ta hiểu được quan niệm nhân sinh, thế ứng xử với thiên nhiên của người dân miền Tây như các truyện Ông Đình Tây và sấu Năm Chèo, Truyền thuyết thần Ô Ngư Ngạc, Truyền thuyết núi Thuyền, Sấu Ba Kè và vua Gia Long, Bị sấu đớp mà thoát được, Cá sấu xem hát bội, Sự tích địa danh Đầu Sấu, Cái Da, Cái Răng, Bưng sấu hì, Đá cá sấu…
Cá sấu còn thể hiện trong các địa danh ở Tây Nam Bộ, có những địa danh Khmer. Đìa Sấu (Cai Lậy, Tiền Giang), nơi tập trung nhiều cá sấu. Rạch Đầu Sấu ở xã Vĩnh Đại, huyện Vĩnh Hưng (Long An). Cầu Đầu Sấu ở quận Cái Răng (Cần Thơ) là đầu con cá sấu. Ấp Đầu Sấu Đông, ấp Đầu Sấu Tây (xã Lộc Ninh, huyện Hồng Dân, Bạc Liêu). Rạch Bỏ Lược (Cà Mau). Rạch Cái Cá ở xã Quới Điền, huyện Thạnh Phú (Bến Tre), gọi là "rạch cá" vì dưới rạch này trước đây có nhiều cá sấu. Rạch Cái Cấm bao quanh cù lao Thanh Tân, nay thuộc xã Tân Thanh Bình, huyện Mỏ Cày (Bến Tre). Cái Cấm là "rạch cấm", vì ngày xưa rạch này có nhiều cá sấu nên quan cấm dân đi qua rạch một mình. Rạch Cái Khế chảy từ Cầu Đôi đến Đầu Sấu (thành phố Cần Thơ). Rạch Đường Chừa (Vĩnh Long), vì con đường có một khúc phải chừa lại do không đắp được vì sợ cá sấu ăn thịt những người đắp đường. Bưng Sấu Hì (vũng nước lớn giữa đồng) ở giữa đồng Tháp Mười, (Đồng Tháp) bắt nguồn từ việc một cặp vợ chồng kia có đứa con 10 tuổi bị sấu ăn thịt. Khi chồng gọi kiếm con, chỉ nghe tiếng sấu kêu hì. Ngã ba Tàu ở Kiên Giang, có một con cá sấu bị người đi đốn dừa nước chặt đứt khúc đuôi nên trông như một chiếc tàu. Hang Sấu thuộc xã Viên An, huyện Ngọc Hiển (Cà Mau), xưa có rất nhiều cá sấu. Đặc biệt nơi đây có một cái hang cá sấu rất lớn, người dân qua lại khu vực này thường bị cá sấu tấn công.

## Ở châu Mỹ
Thổ dân Aztec ở Mexico xem cá sấu là vị thần tạo ra đất đai, làng mạc. Vị thần này đã đi từ dưới biển lên và biến thành đất nước của họ. Những thổ dân Aztec ở Mê-hi-cô coi cá sấu là vị thần sáng tạo ra đất đai, làng mạc. Họ tôn thờ vị thần dũng cảm rời bỏ biển khơi để đem đến sự sống cho con người và muôn loài. Thổ dân Maya cũng coi cá sấu là thần đất hoặc là thần bảo vệ trên lưng Trái Đất.

Cá sấu đại chiến với rắn

## Phương Tây
Ở các nước phương Tây, cá sấu lại được nhân cách hoá thành loài vật có khả năng nuốt cả mặt trời, cá sấu được đồng hóa với hình tượng mặt đất nuốt mặt trời, vì mỗi lần nó mở miệng và khép miệng hàm răng nham nhỏ, sắc nhọn làm cho người ta có cảm giác kinh hoàng, nhất là lúc mờ sáng hay hoàng hôn khi mặt trời còn lấp ló. Ở Hy Lạp, cá sấu còn là biểu tượng của bóng tối và cái chết, là thần cai quản số phận. Những kẻ đoản mệnh được tin là những kẻ đã được thần cá sấu để mắt tới đầu tiên Cá sấu cũng xuất hiện trong các phim ảnh và truyện kinh dị. Ví dụ, một kẻ xấu trong phim loại B Crocodile (sản xuất năm 2000) là một con cá sấu sông Nin 100 năm tuổi dài 9 m (30 ft) được gọi là "Flat Dog" (con chó bẹp), chuyên môn ăn thịt những đứa trẻ từ 13 đến 19 tuổi (tuổi teen). Trong thế giới viễn tưởng Discworld, được mô tả trong sách của Terry Pratchett, một trong những vị thần của Discworld là Offler là vị thần cá sấu. Ông được thờ cúng chủ yếu ở Klatch và các quốc gia nóng bức khác gần các con sông lớn. Trong khi các quốc gia phương Tây ra sức bảo vệ thiên nhiên, chăm sóc cho từng con vật, kể cả những loài bị xem là sát thủ của loài người, hùm, beo, cá sấu, rắn độc

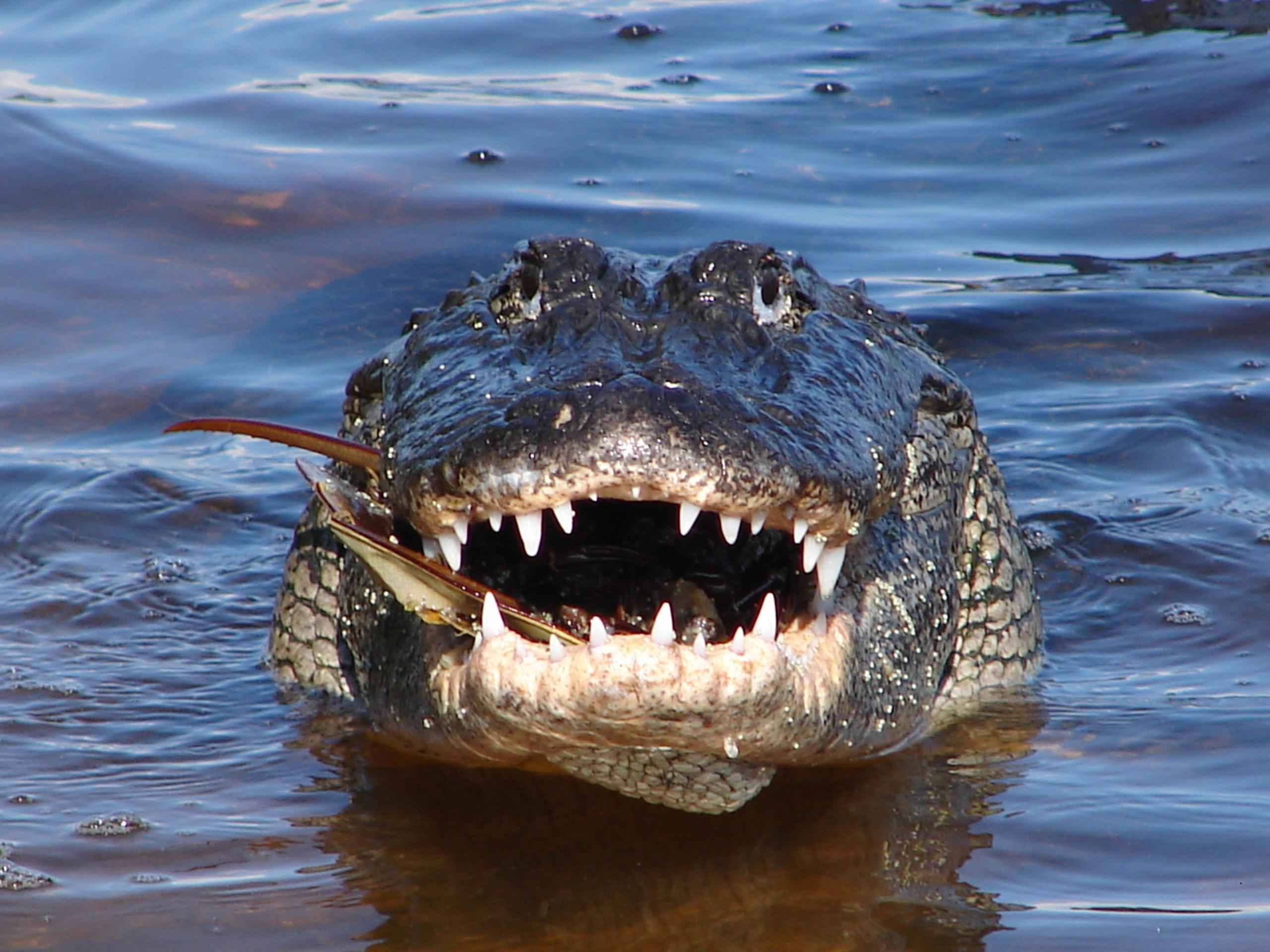
một con cá sấu

Trong ngôn ngữ, Alligator được dịch từ tiếng Tây Ban Nha là el lagarto có nghĩa là thằn lằn, sau đó đánh vần ra tiếng Anh là allagarta và alagarto. Alligator đôi khi được dịch là cá sấu Mỹ, tuy nhiên điều này không đúng, do dễ bị lẫn với Cá sấu Mỹ có tên khoa học là Crocodylus acutus. Một điều gây nhầm lẫn là ở miền bắc Úc đôi khi người ta gọi cá sấu nước mặn là alligator (cá sấu alligator) trong khi nó không phải là như thế và loài cá sấu nước ngọt nhỏ hơn thì gọi là crocodile (cá sấu). Điều này có lẽ là do cá sấu nước ngọt có mõm dài nhìn rất giống cá sấu sông Nin thu nhỏ, trong khi cá sấu nước mặn có thể rất giống với cá sấu alligator Mỹ ít nguy hiểm hơn nhiều. Vì thế khi người Úc nói Alligator Rivers để chỉ cá sấu ở vùng lãnh thổ phía bắc thì trên thực tế nó là cá sấu nước mặn. Đây là giải thích cho việc những người Mỹ đôi khi cho rằng cá sấu alligator là những động vật nguy hiểm chứ không phải cá sấu.
Ngoài ra, Tên khoa học của bộ này thường cũng hay được viết thành 'Crocodylia' để phù hợp với chi điển hình Crocodylus (Laurenti, 1768). Tuy nhiên, Richard Owen đã sử dụng -i- khi ông công bố tên gọi này năm 1842, vì thế trong các văn bản khoa học nói chung nó được viết thành Crocodilia. Cách viết dùng -i- cũng là sự La tinh hóa chính xác hơn của từ κροκόδειλος (crocodeilos, nghĩa đen là "giun sỏi cuội", nói tới cấu tạo và hình dáng của nhóm động vật này) trong tiếng Hy Lạp. Tên gọi của cá sấu Mugger, một loại cá sấu Ấn Độ, rất phổ biến, nó thường tấn công để tìm kiếm thức ăn. Từ Mugger trong tiếng Anh có nghĩa là một sinh vật lặng lẽ tiến lại gần và tấn công người khác.

## Trong phim ảnh
Cá sấu tấn công người được ghi nhận trong văn hóa của nhiều nước trên thế giới, là sát thủ đầm lầy, quái vật tượng trưng cho sự chết chóc, rùng rợn, các loài cá sấu còn là đề tài cho nhiều bộ phim kinh dị, nhìn chung bối cảnh của các bộ phim đa dạng phong phú nhưng khung cảnh chính là những đầm lầy, ao hồ nơi có những con cá sâu nguy hiểm, khổng lồ và hay thình lình tấn công đến thót tim điều này đưa đến hình dung về cá sấu một loài được mệnh danh là sát thủ đầm lầy. Một số bộ phim có thể kể đến là:
Cá sấu ăn thit người 2 hay cá sấu chúa 2 (tựa gốc: Alligator II: The Mutation năm 1991), phim có nội dung cuộc truy tìm một con cá sấu mõm ngắn sống trong cống nước của một thành phố, cống nước này thông với hồ nước ở công viên Regent. Một tập đoàn sản xuất hóa chất đã xả thải các chất hóa học của họ xuống cống nước và làm cho con cá sấu này to lớn dị thường. Nó đã tấn công và giết những người ăn mày cư ngụ trong cống. Thanh tra David Hodges, một cán bộ cương trực, có trách nhiệm trong công tác luôn quan tâm và theo dấu con cá sấu mà lúc đầu anh nghi ngờ là một con quái vật vì những vết căn khủng khiếp của nó, được sự giúp đỡ của vợ anh là một nhà động vật học, cùng một nhóm người, anh đã truy tìm được con quái vật. Những kẻ thủ ác ám lợi của công ty hóa chất đã bị con cá sấu giết chết. Con cá sấu cuối cùng bị tiêu diệt trong đường cống ngầm bằng một phát rốc-két trước khi nó thoát về với tự nhiên.

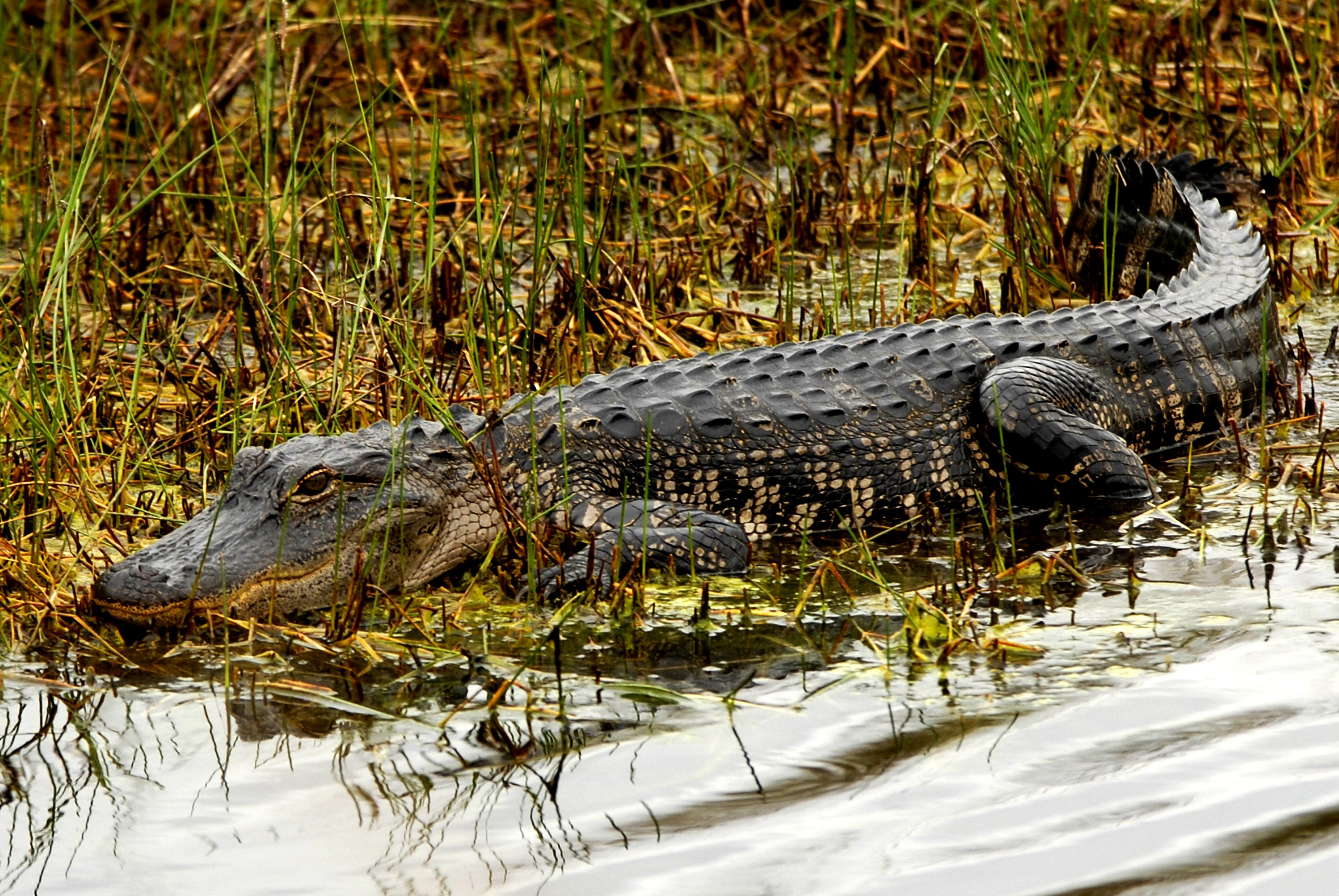
Trong điện ảnh phương Tây, cá sấu được mô tả như một quái vật đầm lầy

Sấu độc hoặc Cá sấu sát thủ (tựa tiếng Anh: Rogue) vào năm 2007. Mác phim chính thức của Rogue là How Fast Can You Swim? (dịch sang tiếng Việt: Bạn có thể bơi nhanh như thế nào? Hay bơi đâu cho thoát). Phim này dựa theo một câu chuyện có thật của con cá sấu tên Sweetheart - một con cá sấu dài 5,1m ở Úc chuyên tấn công các thuyền đánh cá vào những năm 1970. Phim kể về những du khách đi vào lãnh thổ của một con cá sấu khổng lồ hung tợn, chuyên giết người ăn thịt, trước kia nó đã từng ăn thịt rất nhiều người và trâu bò của ngôi làng gần đó, nó đã chọc thủng đáy thuyền của những du khách nhằm mục đích không cho họ về mà phải ở lại làm bữa ăn tối của nó.
Loạt phim kinh dị: Lake Placid (1999) kể về những con cá sấu khổng lồ ban đầu được nuôi dưỡng trong hồ bởi một bà già. Bộ phim đầu tiên được trình chiếu năm 1999, tiếp theo là Lake Placid 2 (2007), Lake Placid 3 (2010) và Lake Placid: The Final Chapter (2012).
Ngoài ra còn các bộ phim như Black Water - đầm lầy tử thần (2007), Cá sấu triệu đô - tựa gốc: Million Dollar Crocodile (2012), Primeval (2007) là bộ phim kinh dị dựa trên đề tài về con cá sấu ăn thịt người hàng loạt ở Burundi có tên là Gustave. Đầm cá sấu (Alligator Alley) năm 2013, Bộ phim kể về cuộc chiến khốc liệt giữa cư dân vùng đầm lầy ở Luoisiana với cá sấu, một trong những loài quái vật đáng sợ nhất của tự nhiên. Do biến đổi khí hậu, chúng trở nên hung tợn và bắt đầu tấn công con người.
Trong bộ phim Trở về Eden của Úc cũng có cảnh cá sấu tân công, một nữ nhân vật độc địa đã thả một con cá sấu vào hồ bơi để tấn công tình địch của mình. Stephany Harper được thừa hưởng cùng với gia tài khổng lồ của người cha là nơi cô muốn xây dựng một thiên đường thực sự với người chồng mà cô yêu say đắm là Greg Marsdan. Nhưng cũng chính ở Eden, trong tuần trăng mật, khi đã nằm trong hàm cá sấu, cô mới nhìn thấy bộ mặt thật của chồng và người bạn gái thân thiết nhất - Jilly, họ đã đồng lõa và thản nhiên nhìn cô giãy giụa...Với bộ mặt bị cá sấu cắn nát và một trái tim còn tan nát hơn thế, Stephany đã trở lại với Eden để phục thù.
Ở Việt Nam có bộ phim mang tên Hồ sơ cá sấu,  là một bộ phim truyền hình dài 30 tập được thực hiện bởi Trung tâm Sản xuất Phim truyền hình (VFC), Đài Truyền hình Việt Nam, nằm trong loạt phim Cảnh sát hình sự, thương hiệu lâu năm của VFC, phim kể về công cuộc điều tra phá án đầy nguy nan của lực lượng cảnh sát đã thử thách nay lại càng thử thách đối với nhân vật Nguyệt (vợ Hải) chính là người đang giữ trong tay 1 trong 3 chiếc thẻ nhớ cấu thành bộ hồ sơ cá sấu "sợi chỉ đỏ" xuyên suốt toàn phim và cũng là điểm yếu chí mạng của bọn tội phạm.
Cá sấu Gena và những người bạn (Крокодил Гена и его друзья) là một cuốn truyện đồng thoại dành cho trẻ em của nhà văn Eduard Uspensky, ra đời năm 1966 là câu chuyện về chú cá sấu Gena màu xanh thật khác thường: biết đọc báo, hút tẩu, tự mình chơi cờ ca rô tay đôi với mình suốt buổi tối, lại còn biết cả buồn chán. Một ngày kia, bản thông báo kết bạn đã mang lại cho Gena những người bạn đích thực: cô bé Galia cùng Cheburashka, con thú nhỏ lạ lùng mà khoa học chưa biết từng biết đến. Thế là cuộc đời Gena bỗng tươi tắn hẳn lên: bao bận bịu nho nhỏ, xoay quanh một công trình chung thật oách - Ngôi nhà Tình Bạn. Không những thế, mụ già Shapoklyak khó chịu, bọn cướp ngộ nghĩnh vừa dại vừa khôn, đám du khách làm bẩn sông hồ cũng có ngay những người điều trị đích đáng. Sau này, ca khúc "Cá sấu Ghi-nê" (hay "Cá sấu Ghê-na") trở thành một ca khúc phổ biến cho thiếu nhi Nga, đặc biệt được nhạc sĩ Dương Hùng Ban viết lời tiếng Việt, trở thành bài hát vui nhộn cho trẻ em. Bài hát cũng được trình bày bởi Thuỳ Trang (tức hoa hậu Thùy Lâm lúc nhỏ), nằm trong album 10 chàng tý hon do hãng phim Phương Nam thực hiện năm 1996.

## Trong thành ngữ
- Nước mắt cá sấu: Chỉ về sự giả dối
- U Minh, Rạch Giá, Thị Quá, Sơn Trường/Dưới sông sấu lội, trên rừng cọp đua
- Đồng Nai xứ sở lạ lùng/Dưới sông sấu lội, trên bờ cọp um
- Chèo ghe sợ sấu cắn chưn/Xuống bưng sợ đỉa lên rừng sợ ma
- U Minh khốn khổ quá chừng/Xuống sông sấu bắt, lên rừng cọp tha
- U Minh nước mặn phèn chua/Trăm ngàn cá sấu thi đua vẫy vùng